# Vanimo
Vanimo est la capitale de la province de Sandaun, en Papouasie-Nouvelle-Guinée. Elle est située sur une péninsule proche de la frontière avec l'Indonésie.
Vanimo est une petite ville dont l'économie tourne autour de celle du bois.